# Okres Poznaň
Okres Poznaň (Poznań; polsky Powiat poznański) je okres v polském Velkopolském vojvodství. Rozlohu má 1899,95 km² a v roce 2023 zde žilo 445 121 obyvatel. Sídlem správy okresu je město Poznaň, které však není jeho součástí, ale tvoří samostatný městský okres. 
S počtem více než 445 tisíc obyvatel se jedná o nejlidnatější okres v Polsku (vyjma městských okresů).

## Gminy
Městské:
- Luboń
- Puszczykowo

Městsko-vesnické:
- Buk
- Kostrzyn
- Kórnik
- Mosina
- Murowana Goślina
- Pobiedziska
- Stęszew
- Swarzędz

Vesnické:
- Czerwonak
- Dopiewo
- Kleszczewo
- Komorniki
- Rokietnica
- Suchy Las
- Tarnowo Podgórne

## Města

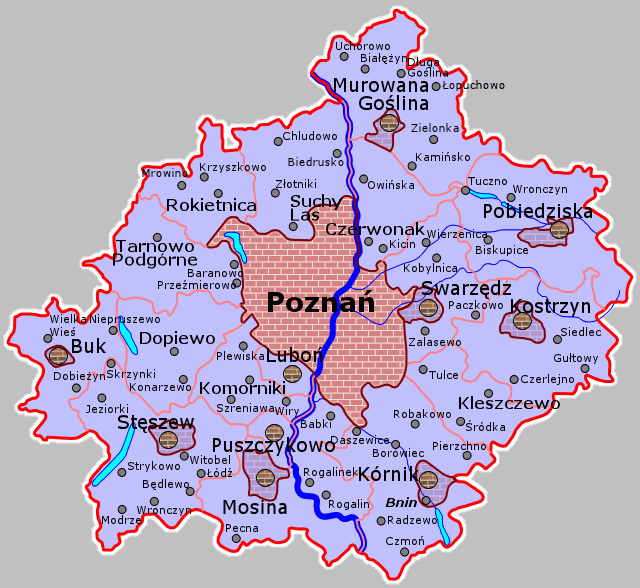
Mapa okresu Poznaň

- Buk
- Kostrzyn
- Kórnik
- Luboń
- Mosina
- Murowana Goślina
- Pobiedziska
- Puszczykowo
- Stęszew
- Swarzędz

## Sousední okresy
| Růžice kompasu | Šamotuly              | Oborniki, Wągrowiec | Hnězdno            | Růžice kompasu |
| Růžice kompasu | Nowy Tomyśl           | Sever               | Września           | Růžice kompasu |
| Růžice kompasu | Nowy Tomyśl           | Okres Poznaň        | Września           | Růžice kompasu |
| Růžice kompasu | Nowy Tomyśl           | Jih                 | Września           | Růžice kompasu |
| Růžice kompasu | Grodzisk Wielkopolski | Kościan, Śrem       | Środa Wielkopolska | Růžice kompasu |